# Trešnjevak
Trešnjevak (cyr. Трешњевак) – wieś w Serbii, w okręgu szumadijskim, w mieście Kragujevac. W 2011 roku liczyła 15 mieszkańców.